# Міжзоряна хмара

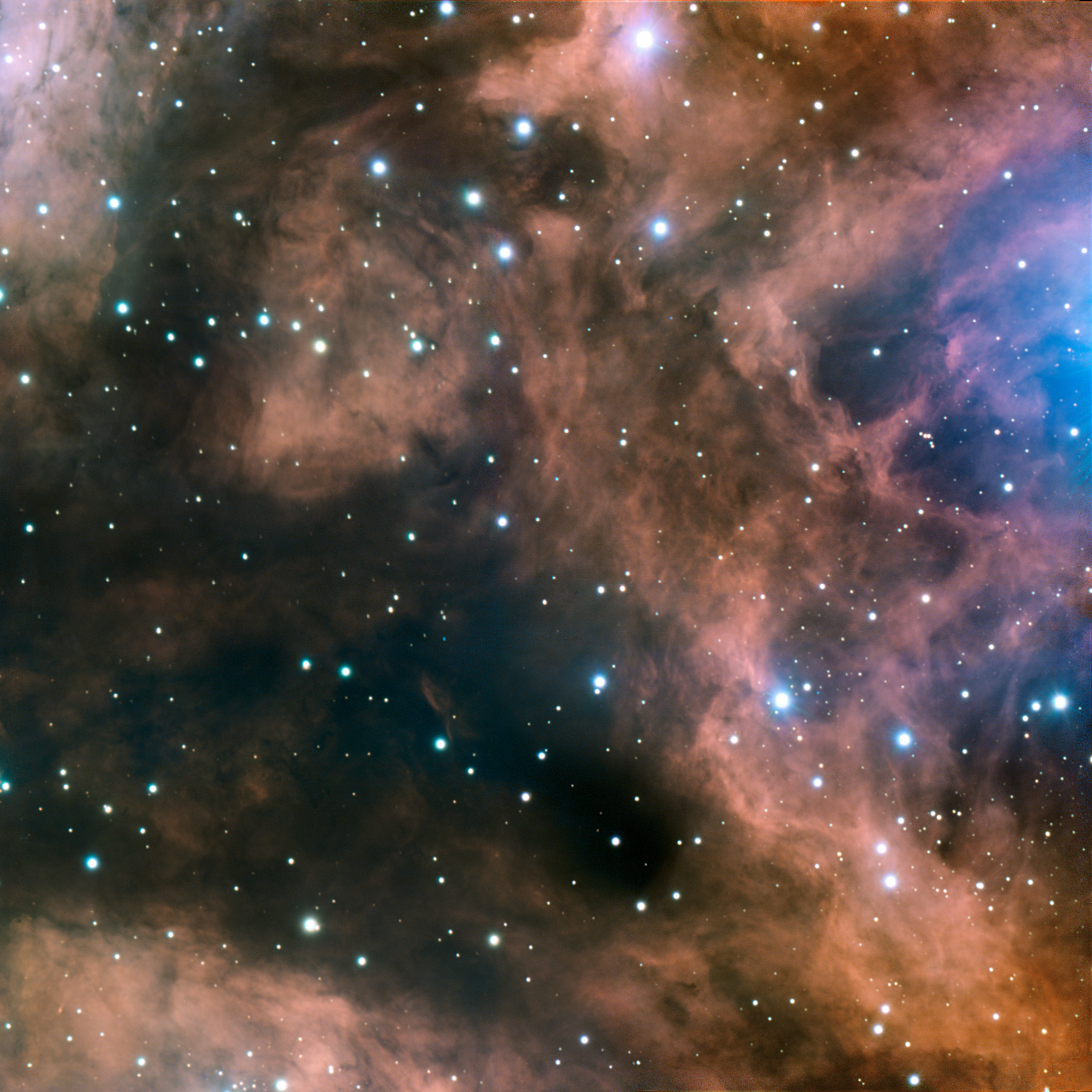
Невелика частина емісійної туманності NGC 6357. Вона світиться у червоній ділянці спектру завдяки областям H II.

Міжзоряна хмара — область газу, плазми і пилу в нашій та інших галактиках. Іншими словами, міжзоряна хмара є більш щільною ділянкою, ніж в середньому область міжзоряного середовища. Залежно від густини, розміру і температури даної хмари, водень в ній може бути нейтральним (області Н I), іонізованим (H II) або молекулярним (молекулярні хмари). Нейтральні та іонізовані хмари іноді також називають дифузними хмарами, в той час як молекулярні хмари іноді також називають хмарами високої густини.

## Хімічний склад
Аналіз складу міжзоряних хмар відбувається шляхом вивчення електромагнітного випромінювання, яке ми отримуємо від них. Великі радіотелескопи сканують небо у певних діапазонах частот електромагнітного випромінювання, які належать спектрам молекул. Деякі міжзоряні хмари холодні і, як правило, випромінюють на великих довжинах хвиль. У гарячих хмарах, часто виникають іони з безлічі елементів, спектри яких можна побачити у видимому і ультрафіолетовому світлі.

## Несподівані хімічні речовини, виявлені в міжзоряних хмарах
До недавнього часу вважалось, що темпи реакцій в міжзоряних хмарах відбуваються дуже повільно. Проте, у спектрах були виявлені органічні молекули (формальдегід, метанол, вініловий спирт), які ніяк не очікувалось знайти в цих умовах. Реакції, необхідні для створення таких речовин відомі тільки при набагато більш високих температурах і тиску. Той факт, що вони були знайдені вказує, що ці хімічні реакції в міжзоряних хмарах відбуваються швидше, ніж вважалось. Ці реакції вивчаються в експерименті CRESU.
Міжзоряні хмари також забезпечують середовище для вивчення присутності і пропорції металів в космосі. Наявність і співвідношення цих елементів може допомогти в розробці теорій про механізми їх створення, особливо коли їх пропорції не узгоджуються з тими, які очікуються отримати від зірок в результаті злиття, і, таким чином, запропонувати альтернативні способи, такі як розщеплення космічних променів.

## Хмара високої швидкості
Ці міжзоряні хмари мають швидкість вищу, ніж можна пояснити обертанням Чумацького Шляху. За визначенням, ці хмари повинні мати локальну швидкість vlsr більшу, ніж 90 км с−1. Їх спостерігають в основному в лінії 21 см нейтрального водню. Такі хмари мають більш низьку частину важких елементів, ніж зазвичай для міжзоряних хмар в Чумацькому Шляху.
Згідно теорій, хмари високої швидкості містять в себе елементи, що залишилися від формування нашої галактики, або з'явились там завдяки припливній взаємодії інших галактик або членів Місцевої групи. Прикладом останнього є Магеллановий потік.
Хмари високої швидкості ідентифікуються з префіксом HVC.